# Kesselyák Adorján
Kesselyák Adorján (Ungvár, 1906. január 15. – Szeged, 1951. november 25.) zoológus, főiskolai tanár.

## Életrajza
Ungváron Kesselyák Mihály és Kotyó Margit gyermekeként született. A Budapesti Tudományegyetemen – mint az Eötvös Collegium tagja – 1928-ban szerzett tanári és bölcsészdoktori oklevelet. 1929–1931 között ösztöndíjjal Berlinben tanult, majd 1938-ban a budapesti egyetemen szerzett magántanári képesítést az oknyomozó állattan tárgykörből. 
1934-től tanársegéd, 1938-tól adjunktus a budapesti egyetem állatrendszertani intézetében. 1939-ben pedig mint ösztöndíjas dolgozott a nápolyi zoológiai állomáson. 1932. augusztus 14-én Budapesten feleségül vette Balássy Berta Veronikát.
1940-től haláláig volt a szegedi Pedagógiai Tanárképző Főiskola Állattani Tanszékének vezetője, közben 1948–1949-ben a kolozsvári Bolyai János Tudományegyetem meghívott tanára.

## Munkássága
Az ászkarákok biológiai és rendszertani vizsgálatával foglalkozott. Egyik kezdeményezője volt a Tisza biológiai kutatásának. Munkássága során Több új fajt is felfedezett, és hazai viszonylatban több ritka faj előfordulását is kimutatta. Sikeres és tartós preparátumfestési technológiákat dolgozott ki, és szintetikusan állított elő porcelán- és optikai lencsék ragasztására használatos fenyőgyantát, vagyis kanadabalzsam-ot, 
Számos tudományos dolgozata magyar és német nyelven is megjelent. Több munkája azonban kéziratban maradt fenn.

## Főbb munkái
- A szemlencse regeneratio kiváltó tényezői (Állattani Közl. XXXII. 1935)
- Az élet jelenségei – Biológia (Kis Enciklopédia, Budapest, 1938)
- Die Arten der Gattung Jaera Leach (Zoologische Jahrbücher Syst. LXXI. 1938)
- Az állattani fejlődés belső lényege (Természet Tudományi Közlöny 1942)
- A közönséges víziászka ivadékgondozásának lényege az ászkarákok törzsfejlődésének megvilágításával (Állattani Közlöny 1943)
- A Tisza természettudományi monográfiájának tervezete (Alföldi Tudományos Intézet Évkönyve, I. 1944–45)
- Állatrendszertani Compendium (Kolozsvár, 1948)